# Pedro Páramo (pel·lícula de 2024)
Pedro Páramo és una pel·lícula mexicana de realisme màgic drama del 2024 dirigida per Rodrigo Prieto a partir d'un guió escrit per Mateo Gil, basada en la novel·la homònima de Juan Rulfo. És protagonitzada per Manuel Garcia-Rulfo com el personatge epònim i Tenoch Huerta com Juan Preciado.
Pedro Páramo es va estrenar al 49è Festival Internacional de Cinema de Toronto el 7 de setembre de 2024 a la Secció Premi Platform, i estrenada mundialment a Netflix el 6 de novembre de 2024.

## Repartiment
- Manuel García Rulfo com a Pedro Páramo
- Tenoch Huerta com a Juan Preciado
- Dolores Heredia com a Eduvigues
- Ilse Salas Susana San Juan
- Héctor Kotsifakis com a Fulgor Sedano
- Mayra Batalla com a Damiana
- Roberto Sosa com el reverend Renteria
- Giovanna Zacarías com a Dorotea
- Ishbel Bautista com Dolors
- Noé Hernández
- Yoshira Escárrega

## Producció
L'agost de 2021, es va anunciar que Netflix estava treballant en una adaptació de Pedro Páramo. A l'agost de 2022, es va anunciar que el director de fotografia Rodrigo Prieto havia de dirigir la pel·lícula en el seu debut com a director, mentre Eugenio Caballero i Ana Terrazas s'incorporaven com a dissenyador de producció i vestuari. El maig de 2023, es va anunciar que el rodatge de la pel·lícula havia començat, amb Manuel Garcia-Rulfo com a protagonista homònim i Tenoch Huerta com a Juan Preciado. També es va anunciar que Mateo Gil havia escrit el guió. A Gil se li va adjudicar anteriorment el guió i dirigir la pel·lícula l'any 2007, però aquesta iteració del projecte no es va dur a terme. Altres membres del repartiment foren Ilse Salas, Mayra Batalla, Héctor Kotsifakis, Roberto Sosa, Dolores Heredia, Giovanna Zacarías, Noé Hernández i Yoshira Escárrega. Gustavo Santaolalla sva exercir com a compositor, Carlos Y. Jacques es va unir a Caballero com a dissenyador de producció i Nico Aguilar va ser director de fotografia al costat de Prieto. Els productors foren Stacy Perskie de Redrum Production i Rafael Ley de Woo Films. El rodatge va acabar l'agost de 2023, quan la pel·lícula va entrar en postproducció.

## Estrena
Pedro Páramo es va estrenar mundialment el 7 de setembre de 2024, com a part de la secció Platform del 49è Festival Internacional de Cinema de Toronto, i després va tenir una estrena limitada als cinemes a Mèxic el 12 de setembre de 2024. Va ser estrenada a Netflix el 6 de novembre de 2024.

## Recepció
Al lloc web de l'agregador de ressenyes Rotten Tomatoes, el 77% de les 22 crítiques són positives, amb una puntuació mitjana de 5,8/10. Metacritic, que utilitza una mitjana ponderada, va assignar a la pel·lícula una puntuació de 57 sobre 100, basada en 9 crítiques, cosa que indica crítiques "mixtes o mitjanes".